# Cot Girek (Cot Girek)
Cot Girek is een bestuurslaag in het regentschap Aceh Utara van de provincie Atjeh, Indonesië. Cot Girek telt 6940 inwoners (volkstelling 2010).